# Anna Gavalda
  Anna Gavalda    (Boulogne-Billancourt, 9 de desembre de 1970) és una guardonada novel·lista francesa.

## Biografia
Anna Gavalda és filla d'un pare que venia sistemes informàtics a bancs i d'una mare que dissenyava bufandes per a grans marques. Va ser alumna d'hypokhâgne al Lycée Molière l'any 1990.
Llicenciada a la Facultat de Lletres de la Universitat de la Sorbona, s'ha dedicat a tots mena d'oficis abans d'emprendre la seva carrera literària –florista, professora de francès, cronista d'un diari dominical...– fins que començà a escriure articles sobre llibres per a nens a la revista Elle.Apassionada des de sempre per la lectura i l'escriptura, la seva aventura literària comença l'any 1992 amb La plus belle lettre d'amour, que obté el premi France Inter.
La revista Voici la descriu com "una descendent llunyana de Dorothy Parker". Anna Gavalda va néixer en una zona residencial de classe alta dels afores de París. A la vegada que exercia la professió de periodista, el 1999 va publicar una col·lecció d'històries curtes amb el títol Je voudrais que quelqu'un m'attende quelque part, una obra de gran acceptació crítica i d'èxit comercial que va vendre més de 750.000 còpies a la seva França natal i que, l'any 2000, va guanyar el premi Grand Prix RTL-Lire. El llibre es va traduir a moltes llengües, l'anglès entre d'altres, i es va vendre a vint-i-set països. El 2003 es va publicar a l'Amèrica del Nord amb el títol I Wish Someone Were Waiting for Me Somewhere, amb una gran acceptació entre el públic. El llibre va ser molt elogiat i ja forma part de biblioteques generals i escolars arreu del món.
La primera novel·la de Gavalda, Je l'aimais (L'estimava) es va publicar a França a febrer de 2002 i, una mica més tard, en anglès. Basada en el fracàs del seu matrimoni, també va ser un gran èxit literari i de vendes, i el va seguir la novel·la juvenil curta, de 96 pàgines, 35 kilos d'espoir (35 kilos d'esperança) escrita, segons ella, "per retre homenatge a aquells estudiants meus que no tenien aptituds a l'escola però que, això no obstant, eren gent meravellosa." 
El 2004 va publicar la seva tercera novel·la, Ensemble c'est tout, que se centrava en les vides de quatre persones que vivien en un bloc de pisos: una artista jove amb dificultats que treballa netejant oficines a la nit, un jove aristòcrata inadaptat, un cuiner i una àvia d'edat avançada. Aquest llibre de 600 pàgines és un best-seller a França i s'ha traduït a l'anglès amb el nom Hunting and Gathering.
El 2011 va traduir al francès Stoner, del nord-americà John Williams.
Divorciada i mare de dos fills, Gavalda viu a la petita localitat de Melun, Sena i Marne, a uns 50 km al sud-oest de París. A més de ser novel·lista, col·labora amb la revista Elle.

## Obres
- Je voudrais que quelqu'un m'attende quelque part, 1999
- 35 kilos d'espoir, 2002
- Je l'aimais, 2002
- L'échappé belle, 2002 (Premi Tortignole)
- A Leurs Bons Coeurs (2005)
- Ensemble, c'est tout, 2005 (portada al cinema pel director Claude Berri el 2007)
- La consolante, 2008[1]

## Obres de l'autora traduïdes al català
Obres traduïdes al català
- De tot cor
- Una vida millor
- M'agradaria que algú m'esperés en algun lloc (traducció d'Anna Casassas)
- L'estimava (traducció de Maria Antònia Oliver Cabrer)
- A gust amb la vida (L'échappé belle: traducció d'Oriol Sánchez Vaqué)
- Junts i prou (traducció de Xevi Solé Muñoz i Xavier Garcia Muniesa)[7]
- 35 kilos d'esperança
- El consol (traducció de Carles Sans Climent, Xavier Garcia Muniesa i Ona Rius Piqué)
- Billie (traducció de Maria Llopis Freixas)